# Anaksymenes z Lampsakos
Anaksymenes z Lampsakos, gr. Ἀναξιμένης (ur. 380, zm. 320 p.n.e.) – historyk starożytnej Grecji, retor, uczeń Diogenesa, nauczyciel Aleksandra Wielkiego. Uchodzi za jednego z najwybitniejszych historyków starożytności, choć jego Historia Grecji nie zachowała się. Uważa się go za autora traktatu o retoryce Retoryka dla Aleksandra, który przedtem uchodził za dzieło Arystotelesa, i wchodził w zakres Corpus Aristotelicum.